# Friese Ballonfeesten
De Friese Ballonfeesten is een jaarlijks terugkerend evenement dat gehouden wordt vanaf de Nutsbaan in Joure. Tijdens het evenement stijgen ongeveer 35 luchtballonnen op en worden er verschillende nevenactiviteiten georganiseerd.
De Ballonfeesten werden in 1986 voor het eerst gehouden. Na een overweldigend succes moest het evenement wel herhaald worden. In 2005 beleefden de feesten hun 20-jarige jubileum, wat op grootse wijze gevierd werd. Er stegen unieke ballonnen uit verschillende landen op, zoals een locomotief uit Duitsland en een draak uit de Verenigde Staten.
Het evenement heeft Joure de bijnaam Balloon City gegeven en is een van Nederlands grootste ballonevenementen.